# Splendrillia bratcherae
Splendrillia bratcherae é uma espécie de gastrópode do gênero Splendrillia, pertencente a família Drilliidae.